# Comisión Nacional de Defensa de Corea del Norte
La Constitución de Corea del Norte establece que la Comisión Nacional de Defensa (CND) es el más alto órgano rector militar y dirige todos los asuntos militares. El presidente de la CND controla el Ejército Popular de Corea y es la máxima autoridad administrativa del país. El presidente actual es Kim Jong-un.

## Presidente de la Comisión Nacional de Defensa
El Presidente de la Comisión Nacional de Defensa de Corea del Norte es el Comandante Supremo del ejército y la persona que ostenta la máxima autoridad en Corea del Norte. De conformidad con las leyes, es la máxima autoridad administrativa y el más alto cargo del Estado.[cita requerida] La Asamblea Suprema del Pueblo elige al presidente del CND por un periodo de cinco años. La elección se lleva a cabo de forma inmediata tras la elección de la propia Asamblea.
El actual Presidente es Kim Jong-un, quien es también Secretario General del Partido del Trabajo de Corea. La Asamblea eligió a Kim Jong-il como su primer Presidente el 9 de abril de 1993. Fue reelegido en 1998 y 2003. A su fallecimiento el día 17 de diciembre de 2011 y previas sus exequias y honores correspondientes, su hijo Kim Jong-un fue designado como Presidente el 24 de diciembre de 2011 y confirmado como tal, al fin de los funerales oficiales en la Plaza Kim Il-sung de Pionyang el 29 de diciembre de 2011.
Existe un debate respecto a si el más alto cargo del Estado es un puesto equivalente al de Jefe del Estado.[cita requerida] Kim Il-sung, el fallecido líder de Corea del Norte, fue declarado Presidente Eterno de Corea del Norte, pero más parece un cargo fruto del culto a la personalidad. El Presidente del Presidium de la Asamblea Suprema, que se encarga en teoría de las funciones diplomáticas como un Jefe del Estado, nunca las ha ejercido[cita requerida]. Sin embargo, algunos politólogos[¿quién?] consideran que dicho puesto es de la jefatura del país. La Constitución es poco clara sobre la cuestión.